# Commissario europeo per l'industria e l'imprenditoria
Il commissario europeo per l'industria e l'imprenditoria è un membro della Commissione europea. Attualmente tale incarico è ricoperto dal francese Stéphane Séjournè, in carica dal 2024 come membro della Commissione von der Leyen II.

## Competenze
Al Commissario per l'industria e l'imprenditoria fa capo la Direzione Generale per le imprese e l'industria, attualmente diretta dall'austriaco Heinz Zourek.

## Il commissario attuale
L'attuale titolare dell'incarico è il francese Stéphane Séjournè, in carica dal 1º dicembre 2024.

## Cronologia
| Commissario               | Nazionalità          | Durata                            | Commissione                                                           | Incarico |
| ------------------------- | -------------------- | --------------------------------- | --------------------------------------------------------------------- | --- |
| Guido Colonna di Paliano  | Italia               | 1967 - 1970                       | Commissione Rey                                                       | Industria |
| Altiero Spinelli          | Italia               | 1970 - 1977                       | - Commissione Malfatti - Commissione Mansholt - Commissione Ortoli    | - Industria e commercio - Ricerca e Industria - Imprese e Tecnologia |
| Étienne Davignon          | Belgio               | 1977 - 1985                       | - Commissione Jenkins - Commissione Thorn                             | - Mercato interno, Fiscalità e Unione doganale ed Imprese - Affari industriali ed Energia                                                                                               |
| Karl-Heinz Narjes         | Germania             | 1985 - 1989                       | Commissione Delors I                                                  | Industria, Tecnologia dell'Informazione, Scienza e Ricerca |
| Martin Bangemann          | Germania             | 1989 - 1999                       | - Commissione Delors II - Commissione Delors III - Commissione Santer | - Mercato Interno, Affari Industriali e Relazioni con il Parlamento - Affari Industriali e Tecnologia dell'Informazione e delle Telecomunicazioni - Imprese e Società dell'Informazione |
| Erkki Liikanen            | Finlandia            | 1999 - 30 maggio 2004             | Commissione Prodi                                                     | Industria e Società dell'Informazione |
| Erkki Liikanen Ján Figeľ  | Finlandia Slovacchia | 1º giugno 2004 - 11 luglio 2004   | Commissione Prodi                                                     | Industria e Società dell'Informazione |
| Olli Rehn Ján Figeľ       | Finlandia Slovacchia | 12 luglio 2004 - 21 novembre 2004 | Commissione Prodi                                                     | Industria e Società dell'Informazione |
| Günter Verheugen          | Germania             | 22 novembre 2004 - 2010           | Commissione Barroso I                                                 | Imprese e Industria |
| Antonio Tajani            | Italia               | 2010 - 2014                       | Commissione Barroso II                                                | Industria e imprenditoria |
| Michel Barnier ad interim | Francia              | 2014                              | Commissione Barroso II                                                | Industria e imprenditoria |
| Ferdinando Nelli Feroci   | Italia               | 2014                              | Commissione Barroso II                                                | Industria e imprenditoria |
| Elżbieta Bieńkowska       | Polonia              | 2014 - 2019                       | Commissione Juncker                                                   | Industria, Imprenditoria e Piccole e medie imprese |
| Thierry Breton            | Francia              | 2019 - 2024                       | Commissione von der Leyen I                                           | Mercato interno |
| Stéphane Séjourné         | Francia              | 2024 - in carica                  | Commissione von der Leyen II                                          | Prosperità e strategia industriale (Vicepresidente esecutivo) Industria, imprenditoria, piccole e medie imprese e mercato unico (Commissario europeo)                                   |